# Haldimann Éva
Haldimann Éva (születési neve: Román Éva) (Budapest, 1927. március 8. – Genf, 2019. szeptember 15.) magyar irodalomkritikus, tanár, műfordító.

## Életpályája
Édesapja – Román Andor építész – Svájcba küldte tanulni a második világháború után, de a megváltozott politikai viszonyok miatt már nem jött haza. 1956-ban doktorált a Zürichi Egyetemen. Dolgozatának témája a William Shakespeare-fordítások kritikai tanulmányozása volt.
Irodalomkritikusi pályafutását 1963-ban kezdte a Neue Zürcher Zeitung című svájci német lapnál, ahol elsősorban a kortárs magyar irodalommal foglalkozott. Több mint 300 kritikát írt, és hitvallása a következő volt: Nézd meg, mit tud nyújtani a magyar irodalom, minőségben felveheti a versenyt a nagy európai irodalommal.
1977. március 19-én irodalmi kritikát írt Kertész Imre magyar író Sorstalanság című regényéről, amelyben „egy kétségbeesett ember regényének” nevezte azt, ami hozzájárult a Nyugaton való ismertté válásához. 1977-ben Kertész Imre véletlenül fedezte fel a kritikát egy budapesti uszodában egy elhagyott újságban, és az irodalomkritikus és az író között több személyes találkozással is kísért levelezés kezdődött. Kertész Imre levelei 2009-ben jelentek meg Levelek Haldimann Évához címmel.
Magyarról németre fordította Szabó Magda írónő több regényét is.

## Díjai
- Ady-emlékérem (1979, 1991)
- A Magyar Köztársaság Zászlórendje (1991)
- a Széchenyi Irodalmi és Művészeti Akadémia tiszteeltbeli tagja (1992)
- Pro Cultura Hungarica Emlékplakett (1996)

## Fordítás
- Ez a szócikk részben vagy egészben  az   Eva Haldimann című angol Wikipédia-szócikk ezen változatának fordításán alapul.  Az eredeti cikk szerkesztőit annak laptörténete sorolja fel. Ez a jelzés csupán a megfogalmazás eredetét és a szerzői jogokat jelzi, nem szolgál a cikkben szereplő információk forrásmegjelöléseként.